# Change of Heart (singolo Change)
Change of Heart è un singolo del gruppo musicale italiano Change, pubblicato nel marzo 1984 come primo singolo dall'album omonimo.
Il brano, come buona parte delle canzoni dell'album, è stato eseguito dal nuovo membro del complesso Rick Brennen, con le voci di sottofondo cantante da Deborah Cooper. Con questo singolo i Change, dopo tre anni di minimi successi e scarsi risultati di vendite, tornano nelle classifiche europee e americane, piazzandosi in diverse Top 20.

## Tracce
7" Single
1. Change of Heart - 4:16
2. True Love - 3:46

12" Single
1. Change of Heart - 7:02
2. Searching - 3:18
3. A Lover's Holiday - 3.57

## Classifiche
| Classifica (1984)   | Posizione massima |
| ------------------- | ----------------- |
| Irlanda             | 14                |
| Paesi Bassi         | 17                |
| Regno Unito         | 17                |
| Stati Uniti (dance) | 17                |
| Stati Uniti (soul)  | 7                 |